# Gabriel Cruz Santana
Gabriel Cruz Santana, né le 5 janvier 1964 à Minas de Riotinto, est un homme politique espagnol membre du Parti socialiste ouvrier espagnol (PSOE).
Il est maire de Huelva entre 2015 et 2023.

## Biographie

### Formation et vie professionnelle
En 1988, à l'âge de vingt-quatre ans, il obtient une licence en droit à l'université de Séville. Il fréquente l'Audience provincial de Huelva dès le début des années 1990.
Avocat de formation, il exerce de manière ininterrompue pendant une durée de quatorze ans.

### Haut-fonctionnaire

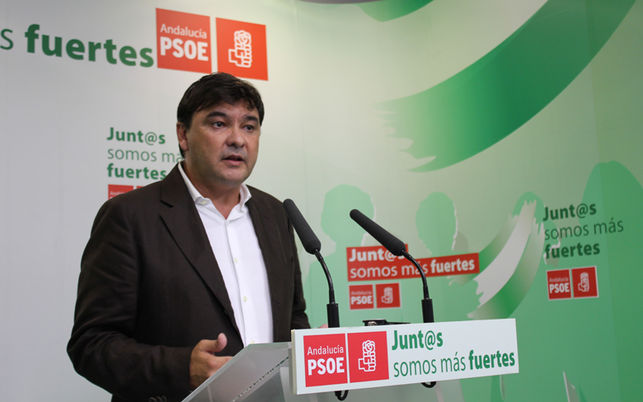
Gabriel Cruz, lors d'une conférence de presse en 2010.

Il dirige plusieurs délégations de la Junte d'Andalousie dans la province de Huelva de 2004 à 2012 : Justice et Administrations publiques (2004-2006), Chantiers publics et Transports (2006-2008) et Logement et Organisation du territoire (2008-2012).

### Porte-parole de l'opposition municipale
Lors des élections du 22 mai 2011, il figure en deuxième position derrière Petronila Guerrero sur la liste du PSOE à Huelva. La liste  remporte 30,46 % des voix et neuf sièges derrière celle du PP (45,33 % des voix et une majorité absolue de quatorze sièges). Cruz devient alors porte-parole du groupe socialiste municipal.

### Maire de Huelva
Après avoir remporté les primaires avec 72 % des voix, il est élu secrétaire général de la section socialiste de Huelva. Il postule alors à la mairie de Huelva lors des élections du 24 mai 2015. La liste qu'il conduit gagne les élections avec 35,21 % des voix et onze conseillers devant celle du Parti populaire de Pedro Rodríguez González (26,74 % des voix et huit conseillers). Il est élu maire de Huelva le 13 juin 2016 par 11 voix pour, 13 abstentions et 3 voix à une autre candidate grâce à un accord avec les trois représentants de IU. Cruz met ainsi fin à vingt ans de gestion conservatrice.